# ホーム・ムーヴィーズ-ザ・ベスト・オブ・エヴリシング・バット・ザ・ガール
『ホーム・ムーヴィーズ-ザ・ベスト・オブ・エヴリシング・バット・ザ・ガール』 (原題 :Home Movies The Best Of Everything But The Girl) は、イギリスの音楽バンドであるエヴリシング・バット・ザ・ガールのベスト・アルバムである。イギリスでは1993年に、日本では1996年2月5日に発売された。

## 概要
バンドのファースト・アルバム『エデン』からミニアルバム『アコースティック』までの楽曲、及びEPでのみ発表の『めぐり逢い』『ニューヨークの少年』を収録している。
シングル曲だけを集めた作品ではなく、例えば『ワールドワイド』からはシングルカットされた『オールド・フレンズ』ではなく、『アンダースタンディング』が選ばれている (もう1曲のシングル曲『トゥイン・シティーズ』は選ばれている)。また、2ndアルバム『ラヴ・ノット・マネー』からの曲は収録されていない。

## 収録曲
1. イーチ・アンド・エヴリ・ワン - Each and Every One
2. アナザー・ブリッジ - Another Bridge
3. ファッシネイション - Fascination
4. ネイティブ・ランド - Native Land
5. カム・オン・ホーム - Come On Home
6. クロス・マイ・ハート - Cross My Heart
7. エプロン・ストリングス - Apron Strings
8. もう話したくない - I Don't Want to Talk About It
9. ナイト・アイ・ハード・カルーゾ・シング - The Night I Heard Caruso Sing
10. ドライヴィン - Driving
11. イメイジニング・アメリカ - Imagining America
12. アンダースタンディング - Understanding
13. トゥイン・シティーズ - Twin Cities
14. ラヴ・イズ・ストレンジ - Love Is Strange
15. めぐり逢い - I Didn't Know I Was Looking For Love
16. ニューヨークの少年 - The Only Living Boy in New York

『もう話したくない』はダニー・ウィッテンの、『ラヴ・イズ・ストレンジ』はミッキー&シルヴィアの、『ニューヨークの少年』はサイモン&ガーファンクルのそれぞれカヴァー曲である。

## カヴァーされた曲
『ドライヴィン』は、アメリカのジャズ・シンガーであるニーナ・ヴィダルが2007年リリースの自身のアルバムでカヴァーしている。
『めぐり逢い』は、全英チャートで最高位72位と目立ったヒット曲ではないが、1996年にスウェーデンの女性シンガーであるメイヤが、1998年にイギリスの女性シンガーであるカレン・ラミレスがそれぞれカヴァーしている。ラミレスのヴァージョンは、英8位を記録するヒットとなった。なお、メイヤ版は『アイ・ディドント・ノウ - I Didn't know 』と、ラミレス版は『ルッキング・フォー・ラヴ - Looking For Love 』と改題されている。